# Národní socialismus
Národní socialismus je označení různých ideologií, které vznikly spojením konceptu socialismu s prvky nacionalismu. Již od konce 19. století vznikaly strany označované jako národně-socialistické, s programem podobným sociálně-demokratickému, avšak odmítaly jeho internacionalismus a naopak zdůrazňovaly program národního sebeurčení. Tak např. vznikla v roce 1897 Česká strana národně sociální, která tehdy nesouhlasně reagovala jak na program Českoslovanské sociálně demokratické strany dělnické, tak i na program Mladočeské strany, jejíž program zas pokládala za nedostatečně demokratický a sociálně-reformní.
Od ideologie těchto demokratických stran se liší strany či hnutí, které parlamentní demokracii odmítají. Roku 1919 vznikla v Mnichově Německá dělnická strana (Deutsche Arbeiterpartei), na kterou od roku 1920 navázala Národně socialistická německá dělnická strana (NSDAP, Nationalsozialistische Deutsche Arbeiterpartei). Její program a politická praxe byly ovlivněny italským fašismem a ze zkratky jejího názvu vznikl pojem nacismus. Protože tyto rozdílné směry mohou být často zaměnitelné a jelikož český národní socialismus vznikl před tímto nejznámějším německým národním socialismem, v češtině pro německý národní socialismus zpravidla používáme pojem nacismus (nacionál-socialismus), případně nacionální socialismus.

## Demokratický národní socialismus
Doloženou první stranou prosazující tento typ národního socialismu je Česká strana národně sociální, vzniklá 4. dubna 1897, která se pohybuje na pozici středolevice. V jejím programu se objevuje důraz na národní sebeurčení, význam národa jako nezbytného základu demokratické politiky, potřeba národní jednoty stojící na základech nemarxistického socialismu a antimilitarismu. Strana jako první definovala svůj program jako národní socialismus, avšak ještě před ní v roce 1896 v německém Lipsku vznikla strana Národně sociální sdružení (Nationalsozialer Verein). Tato strana se definovala na základech nemarxistického socialismu, nacionalismu, sociálního liberalismu a politického protestantismu. Pod vlivem filozofa Maxe Webera se postupně vyvinula v sociálně liberální stranu a v roce 1910 zanikla. Její zakladatel Friedrich Naumann v roce 1918 založil nástupnickou Německou demokratickou stranu, která se pak v roce 1927 na krátkou dobu schází spolu československými národními socialisty coby členská strana Radikální internacionály. V rámci ideologie České strany národně sociální se v prvním období do roku 1918 objevuje odpor vůči vídeňskému centralismu, boj proti kuriovému volebnímu systému. V rámci rakouské politiky prosazuje strana princip zpodobněný heslem strany: „Rovnost národů, rovnost v národě“. Podobně jako v německé straně, díky dobovému důrazu na husitství, které představitelé strany připodobňují k socialistickým ideám, se i v rámci ČSNS projeví určité prvky protestantismu spojené s evangelíky a po roce 1920 především s Církví československou. Českou stranou se pak např. v roce 1919 inspiruje slovinský starosta Lublaně Anton Pesek, který zakládá Národně socialistickou stranu v Království Srbů, Chorvatů a Slovinců.
Mezi další národně socialistické směry patří také ideologie Trudové národně socialistické strany vzniklé v roce 1906, působící v rámci trudoviků v Rusku. V souvislosti s tím, že v angličtině či němčině se pro tento demokratický směr národního socialismu používá označení lidový socialismus (anglicky: Popular socialism), můžeme do této skupiny zařadit též volkssozialismus Wenzela Jaksche z 30. let, který v rámci Německé sociálně demokratické strany dělnické v ČSR vytvořil určitou syntézu sociální demokracie s německým nacionalismem.

## Nacismus
Nacismus (německý nacionální socialismus) vzniká v roce 1920 spolu s vznikem Národně socialistické německé dělnické strany (NSDAP). Ideologie je myšlenkově založena na nacionalismu, militarismu a antisemitismu. Odmítá demokracii. Tuto ideologii řadíme ke krajní pravici. Jedním z myšlenkových zdrojů, ze kterých čerpá, je hnutí völkisch ze 70. let 19. století a také rakousko-uherská Německá dělnická strana založena v Liberci v roce 1903. Byla ovlivněna ideovým sporem Němců s Čechy v Rakousku-Uhersku, kde prosazovala pangermanismus.

## Seznam národně-socialistických stran

### Národně socialistické strany, které existovaly před nacismem
- Národně sociální sdružení, Německé císařství, 1896
- Česká strana národně sociální, Rakousko-Uhersko, 1897, zakládající Alois Simonides a Josef Klečák.
- Národně socialistická strana, Francie, 1903, zakladatel Pierre Biétry.
- Sociálně demokratická strana Slováků v Uhersku, 1905
- Trudová národně socialistická strana, Ruské impérium, 1906
- Národně socialistická strana, Království Jugoslávie, 1919
- Národně socialistická strana, Filipíny, 1930, zakladatel Emilio Aguinaldo.

### Další národně socialistické strany nesouvisející s nacismem

#### České politické strany
- Národně sociální strana – Československá strana národně sociální, 1992
- Československá strana socialistická, 1993
- Česká strana národně socialistická, 2005, zakladatel Jiří Stanislav
- Národní socialisté – levice 21. století, 2011, zakladatel Jiří Paroubek
- VIZE – národní socialisté, 2020, zakladatel Jan Vondrouš

##### Strany a hnutí blízké a strany s národně socialistickými frakcemi
- Německá sociální demokratická strana dělnická v ČSR
- Karpatoruská strana pracujícího lidu, malorolníků a bezzemků
- Národní strana práce (1938)
- Stačilo!
- ČSSD – Česká suverenita sociální demokracie

## Seznam stran blízkých nacismu

### Strany, které ovlivnily německý nacismus
- Německá dělnická strana (Rakousko-Uhersko), 1903
- Rakouský národní socialismus, Rakousko, 1903, zakladatel Franko Stein
- Německá dělnická strana, Německo, 1919, zakladatelé Anton Drexler, Karl Harrer, Gottfried Feder; předchůdkyně NSDAP s nevyjasněným programem

### Strany, které mají blízko k nacistické ideologii
- Bulharská strana národně socialistická, Bulharsko, 1920, zakladatel Hristo Kunčev.
- Dánská národněsocialistická dělnická strana, Dánsko, 1930, zakladatel Cay Lembcke.
- Dělnická strana, Česko, 2002, zakladatel Tomáš Vandas.[7]
  - Dělnická strana sociální spravedlnosti, nástupnická po DS, Česko[8]
- Íránská strana národně socialistická, 1952, zakladatel Davud Monshizadeh.
- Kotleba – Ľudová strana Naše Slovensko, Slovensko, 2010
- Liberální národně socialistická strana zelených, Spojené státy, zakládající Craig Smith a Robert Lindstrom.
- Maďarská strana národně socialistická, 1920, zakladatel Zoltán Böszörmény.
- Modré Mongolsko
- Moravská nacionální sociální strana, 1940, zakladatel Josef Miroslav Tichý
- Národně socialistická asociace Tchaj-wanu, Tchaj-wan, 2006
- Národní shromáždění, Norsko, 1933, zakládající Vidkun Quisling a Johan Bernhard.
- Nacionální socialistická strana akce, Velká Británie, 1980, zakladatel Tony Malski.
- Nacionálně socialistická česká dělnická a rolnická strana - Strana zeleného hákového kříže, Protektorát Čechy a Morava, po 15. březnu 1939,zakladatel František Mikuláš Mlčoch
- Nacionálně socialistická nizozemská dělnická strana, Nizozemsko, 1941, zakladatel Ernst Herman van Rappard.
- Nacionálně socialistická německá dělnická strana, 1920, zakladatel Adolf Hitler.
- Nacionálně socialistická japonská dělnická a sociální strana, Japonsko, 1982.
- Národní socialistická liga, Velká Británie, 1937, zakládající William Joyce, John Beckett a John Angus MacNab.
- Národně socialistická liga, Spojené státy, 1974, zakladatel Russell VEH.
- Národně socialistická strana Ameriky, Spojené státy, 1970, zakladatel Frank Collin.
- Národní socialistická strana Nového Zélandu, Nový Zéland, 1969, zakladatel Colin King-Ansell.
- Národně socialistická lidová strana Švédska, Švédsko, 1926, zakladatel Konrad Hallgren.
- Národně socialistická bílá lidová strana, Spojené státy, 1966, zakladatel Harold Covington.
- Národně socialistické dělnická strana, Španělsko.
- Národně socialistické dělnická strana, Švédsko, 1933, zakladatel Sven Olof Lindholm.
- Německá národně socialistická strana dělnická, Československo, 1919, zakládající Hans Knirsch, Hans Krebs, Adam Fahrner a Josef Patzel.
- Ruská národně socialistická strana, Rusko, 1992, zakladatel Konstantin Kasimovský.
- Ruská národní jednota, Rusko, 1990, zakladatel Alexander Barkašov.
- Řecká národně socialistická strana, Řecko, 1932, zakladatel George S. Mercouris.
- Říšská socialistická strana, Německo, 1949, zakladatel Fritz Dorls.
- Strana národní jednoty, Kanada, 1934, zakladatel Adrien Arcand.
- Sudetoněmecká strana, Československo, 1933, zakladatel Konrad Henlein .
- Švédská národní socialistické strana rolníků a dělníků, Švédsko, 1924, zakladatel Birger Furugård.
- Tsagaan Khass (Bílá Svastika), Mongolsko

## Ostatní podobné strany

### Strany ovlivněné myšlenkami Otto Strassera
- Černá fronta-strana revolučních národních socialistů,1930, zakladatel Otto Strasser,významný člen také Helmut Hirsch - strana která měla ekonomicky blíže k současným demokratickým socialistům

### Ostatní
- Baas, 1940, zakladatel Michel Aflak
- Rovnost a usmíření, 2007 , zakladatel Alain Soral
- Eusko Alkartasuna, Baskicko - Španělsko, 1986
- Národní revoluční socialistická strana, Indie, 1977.
- Národní socialistická rada Nagalandu, Indie, 1980, zakládající Isak Chisi Swu a Thuingaleng Muivah.
- Národní socialistická strana Tripura, Indie, 2003, zakladatel Hirendra Tripura.
- Národní socialistická strana (Jatiyo Samajtantrik Dal), Bangladéš, 1972, zakladatel Abdul Jalil.
- Národně socialistická strana Černé Hory, 2001–2009, Momir Bulatović
- Sinn Féin, Irsko, 1905
- Sociálně demokratická a dělnická strana, Severní Irsko, 1970
- Strana národně socialistická, Jordánsko.
- Valencijské společenství, Esquerra Valenciana - Španělsko, 1998